# Плавание на летних Олимпийских играх 1904
Соревнования по плаванию на летних Олимпийских играх 1904 прошли с 5 по 7 сентября. В них участвовали 32 спортсмена из четырёх стран, которые соревновались за девять комплектов медалей.
Все расстояния измерялись в ярдах и милях, однако МОК не выделяет их в отдельные уникальные заплывы, а даёт им эквивалент в метрической системе. Впервые прошли гонки на 50 м (50 ярдов), 400 м (440 ярдов), 1500 м (1 миля) вольным стилем и 100 м (100 ярдов) на спине. 880 ярдов вольным стилем, 400 м брассом и эстафета 4×50 вольным стилем также были включены в программу соревнований, но на следующих Играх были отменены.

## Медали

### Общий медальный зачёт
(Жирным выделено самое большое количество медалей в своей категории; принимающая страна также выделена)
| Общее количество медалей |           |        |         |        |       |
| Место                    | Страна    | Золото | Серебро | Бронза | Всего |
| 1                        | Германия  | 4      | 2       | 2      | 8     |
| 2                        | США       | 3      | 3       | 4      | 10    |
| 3                        | Венгрия   | 2      | 1       | 1      | 4     |
| 4                        | Австралия | 0      | 3       | 1      | 4     |
| 5                        | Австрия   | 0      | 0       | 1      | 1     |

### Медалисты
| Дисциплина                         | Золото                                                       | Серебро                                                    | Бронза                                                            |
| 50 ярдов вольным стилем            | Золтан Халмаи Венгрия                                        | Скотт Лири США                                             | Чарльз Дэниельс США                                               |
| 100 ярдов вольным стилем           | Золтан Халмаи Венгрия                                        | Чарльз Дэниельс США                                        | Скотт Лири США                                                    |
| 220 ярдов вольным стилем           | Чарльз Дэниельс США                                          | Фрэнсис Гэйли Австралия                                    | Эмиль Рауш Германия                                               |
| 440 ярдов вольным стилем           | Чарльз Дэниельс США                                          | Фрэнсис Гэйли Австралия                                    | Отто Вале Австрия                                                 |
| 880 ярдов вольным стилем           | Эмиль Рауш Германия                                          | Фрэнсис Гэйли Австралия                                    | Геза Кисс Венгрия                                                 |
| 1 миля вольным стилем              | Эмиль Рауш Германия                                          | Геза Кисс Венгрия                                          | Фрэнсис Гэйли Австралия                                           |
| 100 ярдов на спине                 | Вальтер Брак Германия                                        | Георг Гоффман Германия                                     | Георг Цахариас Германия                                           |
| 440 ярдов брассом                  | Георг Цахариас Германия                                      | Вальтер Брак Германия                                      | Генри Хэнди США                                                   |
| Эстафета 4×50 ярдов вольным стилем | США Лео Гудвин · Чарльз Дэниельс · Джозеф Радди · Луи Хендли | США Хуго Гёц · Уильям Таттл · Реймонд Торн · Дэвид Хеммонд | США Уильям Ортвейн · Эмеди Рейбёрн · Марквард Шварц · Гвинн Эванс |

## Страны
В соревнованиях по плаванию участвовали 32 спортсмена из 4 стран:

В скобках указано количество спортсменов
- Австрия (1)
- Венгрия (2)
- Германия (4)
- США (24)
- Австралия (1)

Долгое время считалось, что Гэйли представлял США на Олимпийских играх, но 27 февраля 2009 года было объявлено, что на самом деле он представлял Австралию, однако официально его результаты приписаны США.